# Heinrich Gross (médecin)
Pour les articles homonymes, voir Heinrich Gross et Gross.
Erreur Lua dans Module:Infobox/Fonctions/Personne à la ligne 1540 : attempt to concatenate local 'personlabel' (a nil value).
Heinrich Gross (né le 14 novembre 1915 à Vienne et mort le 15 décembre 2005 à Hollabrunn) était un psychiatre, médecin et neurologue autrichien, mieux connu pour son implication dans la mort de centaines d’enfants ayant une déficience physique ou mentale caractéristique du comportement considéré comme « impurs » par le Troisième Reich (programme Aktion T4 à la clinique Am Spiegelgrund).
Un élément important de la controverse entourant les activités du Dr Gross est que le fait qu'une fois les enfants assassinés, des parties de leur corps, comme leur cerveau, ont été conservés pour de futures études plusieurs décennies après les meurtres. Ils n'ont été enterrés qu'en 2002.